# Palapag
Palapag (Bayan ng Palapag) är en kommun i Filippinerna. Kommunen ligger på ön Samar, och tillhör provinsen Norra Samar. Folkmängden uppgår till 30 520 invånare.

## Barangayer
Palapag är indelat i 32 barangayer.
| - Asum (Pob.) - Bagacay - Bangon - Binay - Cabariwan - Cabatuan - Campedico - Capacujan - Jangtud - Laniwan (Pob.) - Mabaras | - Magsaysay - Manajao - Mapno - Maragano - Matambag - Monbon - Nagbobtac - Napo - Natawo - Nipa - Osmeña | - Pangpang - Paysud - Sangay - Simora - Sinalaran - Sumoroy - Talolora - Tambangan (Pob.) - Tinampo (Pob.) - Benigno S. Aquino, Jr. |